# Alpha Pyxidis
Alpha Pyxidis (α Pyx / α Pyxidis) é uma estrela gigante na constelação de Pyxis. Ela tem um tipo espectral B1.5III e é uma variável Beta Cephei. Essa estrela tem mais de 10 vezes a massa do Sol e seu raio é mais que 6 vezes maior que o raio solar. A temperatura na sua superfície é de 24 300 K e ela é 10 000 mais luminosa que o Sol. Estrelas assim geralmente acabam suas vidas em uma supernova.